# Крутой Лог (Башкортостан)
Крутой Лог (баш. Ҡаты Лог) — кордон в Абзелиловском районе Республики Башкортостан России, относится к Хамитовскому сельсовету. 

## История
Название происходит от местности Крутой Лог 

## Население
| 1968 | 2002 | 2009 | 2010 |
| ---- | ---- | ---- | ---- |
| 8    | ↘0   | →0   | →0   |

## Географическое положение
Расстояние до:
- районного центра (Аскарово): 43 км,
- центра сельсовета (Хамитово): 18 км,
- ближайшей железнодорожной станции (Магнитогорск): 90 км.